# Alquilação
Alquilação é a transferência de um grupo alquila de uma molécula para outra. O grupo alquila pode ser transferido como um carbocátion alquídico, um radical livre, um carbânion ou um carbeno (ou seus equivalentes).
Agentes de alquilação são largamente usados em química porque o grupo alquila é provavelmente o mais comum grupo encontrado em moléculas orgânicas. Muitas moléculas biológicas objetivo ou seus precursores compreendem cadeias alquila, com grupos funcionais específicos e, uma ordem específica. Alquilação seletiva, ou adição de partes à cadeia com os grupos funcionais desejados, é usada, especialmente se não há precursor biológico normalmente disponível.
No contexto do refino de petróleo, alquilação refere-se a particular alquilação de isobutano com olefinas. É um aspecto principal do tratamento do petróleo para obtenção de moléculas maiores (mais complexas) específicas.
Em medicina, a alquilação de DNA é utilizada em quimioterapia para danificar o DNA das células cancerosas. A alquilação é realizada com a classe de medicamentos chamados alquilantes antineoplásicos.